# 칼사냥
칼사냥(일본어: 刀狩 가타나가리[*])이란 일본에서 백성 신분의 대도권(帯刀権, 칼을 차고 다닐 수 있는 권리)을 박탈하는 병농 분리 정책을 가리키는 말로, 특히 아즈치모모야마 시대 때, 도요토미 히데요시가 덴쇼 16년 7월 8일(1588년 8월 29일)에 도수령(刀狩令)을 내려 대규모로 추진했던 정책을 가리킨다. 일반적으로는 백성 신분의 무기 소유를 금지, 몰수하여 농촌의 무장해제를 꾀한 정책으로 알려져 있다.
단, 칼사냥을 최초로 행한 것은 시바타 가쓰이에이다. 또한, 이보다 앞선 덴쇼 13년(1585년) 6월에 히데요시가 고야산의 승려들에 대하여 무장해제를 확약받은 것도 칼사냥으로 보는 견해도 있다.
도요토미 히데요시가 발령한 도수령은 아래의 3개 조항으로 되어 있다.
*백성이 타도, 협차, 활, 창, 철포 등의 무기를 지니는 것을 엄격히 금한다. 쓸데 없이 무기를 가지고 연공을 게을리하거나, 잇키를 일으키거나, 관리가 하는 말을 듣지 않는 자는 벌한다.
- 수거한 무기는 지금 건립하고 있는 호코지(方広寺)의 대불에 못과 꺽쇠 등으로 만들어 쓸 것이다. 그리하면 백성은 다음 생까지 구원받을 수 있다.
- 백성은 농구만을 가지고 경작에 힘쓰면, 자손 대대로 무사히 생활할 수 있다. 백성을 사랑하기 때문에 무기를 걷어가는 것이다. 고맙게 생각하고 경작에 힘써라.